# Immortalist Society
Immortalist Society (Stowarzyszenie Nieśmiertelnych) – organizacja dobroczynna 501(c)(3) w Stanach Zjednoczonych mająca za zadanie prowadzenie badań naukowych i edukacji w dziedzinie krioniki i przedłużania życia.

## Historia
Immortalist Society została założona przez Roberta Ettingera i pięciu innych mieszkańców stanu Michigan 27 czerwca 1967 pod nazwą „Cryonics Society of Michigan, Inc.” (Stowarzyszenie Krioniczne w Michigan). We wrześniu 1976 nazwa korporacji została zmieniona na „Cryonics Association” (Towarzystwo Krioniczne) ze względu na nie ograniczanie pola działań do jednego stanu. 20 października 1985 statut (Articles of Incorporation) został zmodyfikowany w celu zmiany nazwy na „Immortalist Society” (Stowarzyszenie Nieśmiertelnych). Dotacje są zwolnione od podatku w Stanach Zjednoczonych.

## Organizacja
Wszyscy funkcjonariusze (Officers) Immortalist Society są również Dyrektorami (Directors). Od maja 2008 funkcjonariuszami Immortalist Society są:
- Przewodniczący (President): York Porter
- Wiceprzewodniczący (Vice-President): John Bull
- Sekretarz (Secretary): Royse Brown
- Skarbnik (Treasurer): John Besancon

John Bull jest także wydawcą magazynu LONG LIFE (Długie życie).

## Działalność
Co dwa miesiące Immortalist Society wydaje magazyn Long Life: Longevity through Technology (Długie życie: Długowieczność poprzez technologię) (dawniej The Immortalist – Nieśmiertelny), który jest rozsyłany gratis do członków Cryonics Institute, zaś płatna subskrypcja dotyczy członków Immortalist Society, którzy nie są członkami Cryonics Institute. Long Life opisuje nie tylko działalność Cryonics Institute, ale także American Cryonics Society (Amerykańskiego Stowarzyszenia Krionicznego) i prezentuje wieści z dziedziny przedłużania życia. Wydawane sześć razy w roku czasopismo zawiera najnowsze wiadomości, recenzje książek, artykuły techniczne, biografie, relacje z konferencji i inne.
Immortalist Society wspiera szczególnie prace Cryonics Institute. Darowizny na rzecz Funduszu Badawczego Immortalist Society są przeznaczone na finansowanie badań. Do 2007 badania prowadził dr Jurij Piczugin, pełnoetatowy rosyjski kriobiolog zatrudniony przez Cryonics Institute w celu wynalezienia mieszanki witryfikującej, udoskonalenia perfuzji i odkrycia metody zmniejszenia zimnego niedokrwienia (cold ischemia) (problem w przeszczepach narządów). Dr Piczugin odszedł z Cryonics Institute w grudniu 2007. Po jego odejściu Cryonics Institute zauważył, że dr Piczugin starał się w Rosji kontynuować prace badawcze dla Cryonics Institute i innych zainteresowanych organizacji na zasadach kontraktu.
Od 2009 prace badawcze dla Immortalist Society prowadzą Aschwin i Chana de Wolf z Advanced Neural Biosciences, Inc., którzy koncentrują się na zmniejszeniu uszkodzeń mózgu spowodowanych niedokrwieniem.

## Członkostwo
Mimo że Immortalist Society ma ten sam adres, co Cryonics Institute, są to dwie oddzielne organizacje. Członkowie Cryonics Institute nie są automatycznie członkami Immortalist Society.
Członkiem wspierającym (associate membership) można zostać po opłaceniu rocznej składki $25 w USA, a $52 w Europie. Pełne członkostwo kosztuje 75 dolarów rocznie, niezależnie od miejsca zamieszkania; opłata ta zawiera koszty poczty lotniczej.
Korzyści z zapisania się:
- bycie lepiej poinformowanym o własnych szansach na przeżycie;
- wspieranie rozwoju i efektywności Immortalist Society;
- wspieranie badań nad starzeniem się i biostazą;
- poprzez powyższe działania pomoc Stowarzyszeniu w ratowaniu życia twojego i bliskich ci osób;
- wzrost twojej świadomości i radości życia[1].